# Yet to Come in Busan
Yet to Come in Busan è un concerto del gruppo musicale sudcoreano BTS, organizzato il 15 ottobre 2022 da Hybe e dalla città di Busan per promuovere la candidatura di quest'ultima a sede dell'Expo 2030.
Il 1º febbraio 2023 una versione cinematografica intitolata Yet to Come in Cinemas è stata distribuita nei cinema di 110 Paesi e territori. Dal 9 novembre 2023 è diventata disponibile in streaming su Prime Video in 240 regioni, mentre in Giappone dal 1º dicembre.

## Organizzazione

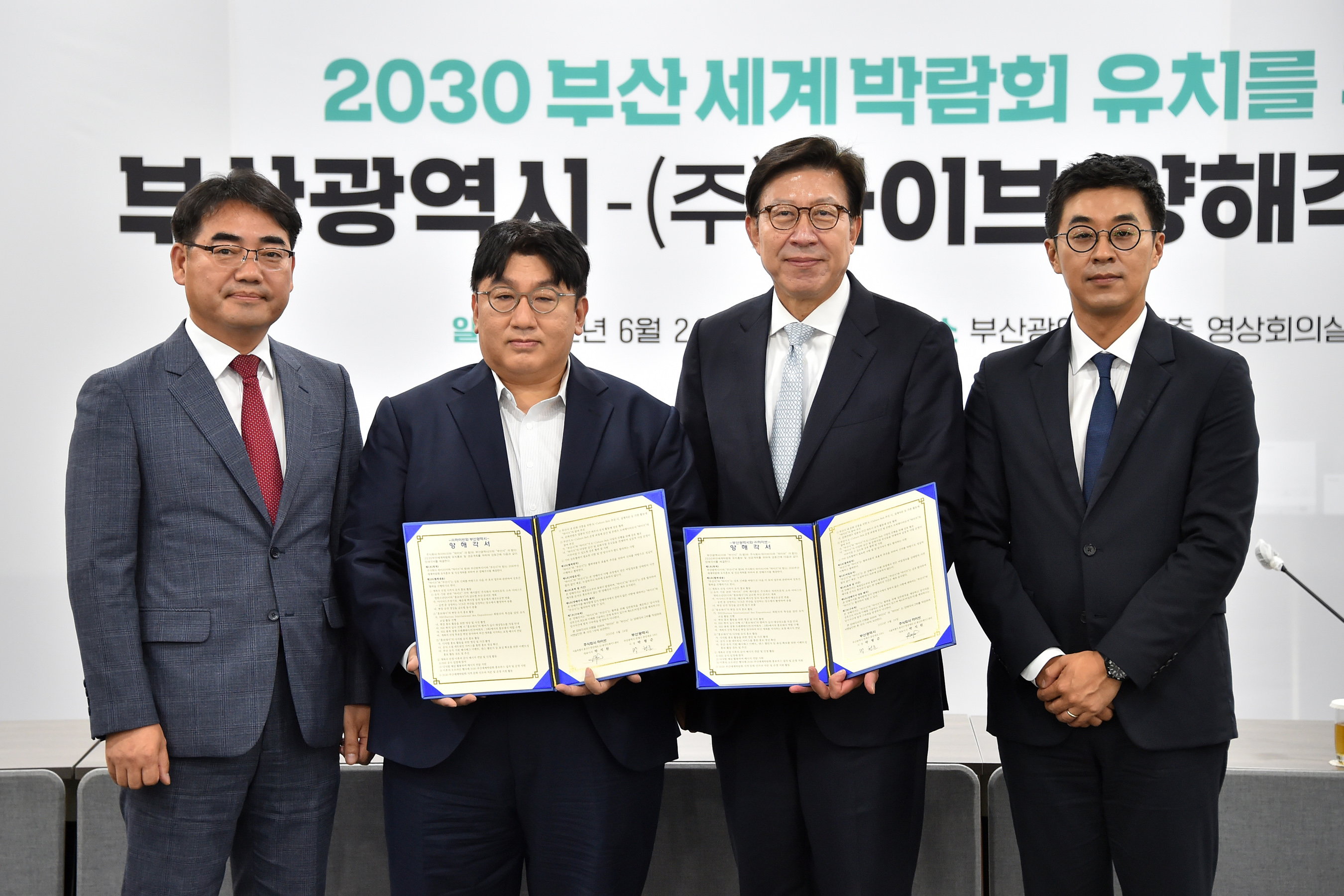
Firma del memorandum d'intesa tra la Hybe e la città di Busan. Da sinistra: Lee Seong-kweun, Bang Si-hyuk, Park Heong-joon e Park Ji-won.

Il 16 giugno 2022, il Busan Ilbo ha riferito che i BTS avevano accettato la richiesta del sindaco di Busan Park Heong-joon di fare da promotori per la candidatura della città a sede dell'Expo 2030. La decisione è giunta dopo oltre un anno di trattative, cominciate subito dopo l'elezione di Park nell'aprile 2021 e portate avanti dal vicesindaco per gli affari economici, Park Sung-hoon, e dal suo successore Lee Seong-kweun, con l'aiuto dei padri di Jimin e Jung Kook, entrambi originari della città. La Hybe, rappresentata dal presidente Bang Si-hyuk e dall'AD Park Ji-won, e l'amministrazione cittadina di Busan, rappresentata dal sindaco Park e dal vicesindaco Lee, hanno siglato un memorandum d'intesa il 24 giugno, concordando una serie di attività promozionali tra cui un concerto globale del gruppo.
La Hybe ha cominciato a cercare una location per il concerto a inizio luglio, ispezionando il North Port Waterfront Park e il Samrak Ecological Park. In un primo momento era stato scelto l'ex-sito di un'antica vetreria nella contea di Gijang, la cui superficie di 140 000 metri quadrati avrebbe potuto ospitare 100 000 persone, ma il 2 settembre si è optato per l'Asiad Stadium per problemi di sicurezza e accessibilità del sito, che si trovava lontano dalla stazione e dall'aeroporto e non aveva abbastanza uscite d'emergenza.

## Promozione
L'organizzazione turistica di Busan ha preparato pacchetti speciali ed eventi culturali in occasione del concerto. Ai turisti stranieri arrivati per via aerea sono stati offerti biglietti gratuiti per visitare le attrazioni turistiche cittadine nei mesi di ottobre e novembre: ciascuna compagnia di volo ne ha incluse cinque tra Lotte World Adventure Busan, Songdo Marine Cable Car, X the Sky, Museum One, Children's Museum, Yachtallae, River Cruise, Busan City Tour Bus e Wi-Fi Dosirak. Dal 1º ottobre, e per la durata di due mesi, l'Aeroporto Internazionale di Busan-Gimhae ha aperto uno stand per fornire ai turisti stranieri kit contenenti informazioni utili e souvenir, e per tre giorni a partire dal 12 ottobre l'ha decorato con striscioni ispirati al concerto. Anche l'organizzazione del turismo ha aperto uno stand all'Asiad Stadium, e promosso sui social network un "BTS Busan Tour" con i luoghi visitati dal gruppo.
L'amministrazione cittadina ha dato alle stampe una rivista speciale intitolata Dynamic Busan, contenente una lista di cose da fare prima del concerto, le informazioni su come utilizzare il servizio Dongbaek Taxi, un pass giornaliero per la metropolitana, le posizioni dei punti del Wi-Fi gratuito e il numero di telefono per i servizi gratuiti di interpretariato, oltre a informazioni su un tour di quattro luoghi visitati dai BTS. La rivista ha avuto una tiratura di 40 000 copie in inglese e 10 000 in giapponese.
Il 5 ottobre la Hybe ha lanciato il progetto The City, offrendo diverse attività d'intrattenimento tra mostre, negozi a tempo con merchandising in edizione limitata, e spettacoli di laser e fuochi d'artificio al Lotte World Adventure Busan, dov'è stato anche possibile acquistare menù speciali e partecipare agli after party il 15 e il 16 ottobre. Cinque alberghi (Paradise Hotel Busan, Grand Josun Busan, Park Hyatt Busan, Lotte Hotel Busan e Fairfield by Marriott Busan Songdo Beach) hanno messo a disposizione dei pacchetti di soggiorno a tema BTS.
Dall'11 al 17 ottobre gli edifici simbolo di Busan – tra cui Dadae Sunset Fountain, Namhang Bridge, Busan Tower, Busan Port Bridge, Hwangnyeongsan Transmission Tower, Gwangan Bridge, Cinema Center e Nurimaru APEC House – sono stati illuminati di viola, colore simbolo dei BTS, mentre il giorno del concerto alle 21 si è tenuto uno spettacolo di droni sulla spiaggia di Gwangalli.
Lo sponsor ufficiale Lotte Duty Free ha regalato 400 biglietti a chi avesse fatto acquisti da almeno 10 dollari sul loro sito o nei loro negozi dal 24 settembre al 3 ottobre, e il giorno del concerto ha distribuito souvenir come sciarpe twilly viola e tè viola all'esterno dello stadio.

## Svolgimento
Il concerto si è svolto al Busan Asiad Stadium il 15 ottobre 2022 alle 18 (ora coreana), ed è durato due ore. È stato trasmesso in diretta televisiva su JTBC in Corea del Sud e TBS 1 in Giappone, oltre che nel parcheggio del Busan Port International Passenger Terminal e sulla spiaggia di Haeundae, dov'è stato montato uno schermo da 15 metri di altezza e 8 metri di larghezza per la proiezione dell'evento. In live streaming è andato in onda, sempre gratuitamente, su Zepeto, Naver Now e Weverse: quest'ultima piattaforma ha fornito sottotitoli in coreano, inglese, giapponese, cinese mandarino, spagnolo, indonesiano, vietnamita e thailandese. Tutti i biglietti per assistere di persona allo stadio e al Busan Port International Passenger Terminal sono stati assegnati gratuitamente attraverso una lotteria in due round, il primo riservato ai membri del fan club, il secondo al grande pubblico.
Sul palco è stato montato il logo trapezoidale dei BTS a ripetizione, richiamando la forma di un libro aperto, mentre ai lati sono stati disposti oggetti legati alla loro storia, come il treno che appare nel video di Spring Day e l'angelo da Blood Sweat & Tears.

### Scaletta
La scaletta, ispirata all'album antologico Proof, ha incluso soprattutto le canzoni rappresentative del gruppo, che ha portato per la prima volta dal vivo Run BTS dal suo ultimo album. Questi i pezzi eseguiti:
1. Mic Drop
2. Run BTS
3. Run
4. Save Me
5. 00:00 (Zero O'Clock)
6. Butterfly (Prologue Mix)
7. Ugh!
8. BTS Cypher Pt.3: Killer
9. Dynamite
10. Boy with Luv
11. Butter
12. Ma City
13. Dope
14. Fire
15. Idol
16. Epilogue: Young Forever
17. For Youth
18. Spring Day
19. Yet to Come (The Most Beautiful Moment)

## Accoglienza

### Commerciale
Il concerto è stato seguito da 50 000 persone all'Asiad Stadium, 10 000 al Port International Passenger Terminal e oltre 2 000 alla spiaggia di Hongdae. Spettatori residenti in 229 Paesi del mondo si sono collegati alla diretta streaming, che su Weverse ha raccolto 49,7 milioni di riproduzioni, generando un traffico tanto elevato da far cedere il server, costringendo chi lo stava seguendo a ricorrere ad altri mezzi non ufficiali per poter continuare a vedere lo show. JTBC ha registrato uno share del 3,3%, insolito per un programma trasmesso nel tardo pomeriggio del sabato, e superiore a quello del drama The Empire - Beob-ui jeguk, in onda sullo stesso canale il sabato e la domenica.
Migliaia di visitatori si sono presentati alle mostre e ai negozi a tempo preparati a Seul e Busan, mentre sui social sono stati creati oltre 9,3 milioni di hashtag legati al concerto e all'evento The City.
Il film-concerto è diventato l'evento cinematografico con il maggior incasso di sempre fino a quel momento, raccogliendo 40 milioni di dollari a livello globale. Si è posizionato in vetta al botteghino del weekend in Messico, Colombia e Filippine, nella top 5 di Giappone, Corea del Sud, Italia e Spagna, e nella top 10 di Regno Unito, Germania, Perù e Australia.

### Critica
| Recensione | Giudizio |
| ---------- | -------- |
| NME        |          |

Rhian Daly di NME ha definito il concerto un "sovraccarico sensoriale, dalle costanti esplosioni dei fuochi d'artificio fino all'attenzione ai dettagli", che ha mostrato il passato, presente e futuro del gruppo configurandosi come "celebrazione di un'incredibile prima epoca" della sua carriera. In modo simile, Ellie Bate di Teen Vogue ne ha parlato come di "un'abbagliante celebrazione di un lascito impareggiabile costruito in quasi un decennio". Per Isak Choi di Rolling Stone Korea, i BTS hanno "controllato facilmente il palco per le due ore e mezza del concerto, le magliette intrise di sudore mentre conservavano la loro compostezza di top performer".

## Controversie

### Speculazione alberghiera
Subito dopo l'annuncio della data del concerto, è stato riferito che gli alberghi di Busan avevano iniziato a speculare sui prezzi delle loro camere, annullando le prenotazioni esistenti e addebitando fino a 890 000 won per un fine settimana. Le tariffe delle camere per un soggiorno di una notte sono state portate a un minimo di 300 000 won e un massimo di 2 milioni, contro i 15 000 e 50 000 won applicati in situazioni normali.

### Sostegno dei costi per l'organizzazione
A inizio settembre 2022 è emerso dalla stampa sudcoreana che la Big Hit Music e la sua compagnia madre, la Hybe, non avrebbero probabilmente ricevuto nessun incentivo economico dalla città di Busan né dal comitato organizzativo dell'Expo, sostenendo interamente da sole le spese di organizzazione dell'evento, pari a circa 7 miliardi di won. La notizia ha suscitato le ire dei fan, secondo i quali il governo locale stava sfruttando i BTS per guadagnare pur senza investire economicamente nello show. Il 21 settembre, KBS TV ha altresì riferito che l'amministrazione cittadina aveva inviato delle email alle dieci aziende più grandi della Corea del Sud chiedendo sponsorizzazioni a nome della Hybe, una richiesta che la società non aveva, in realtà, mai fatto. Il giorno successivo la Hybe ha quindi chiarito come fossero stati reperiti i fondi per il concerto, spiegando che per la maggior parte provenivano da sponsorizzazioni aziendali, pubblicità online e attività correlate all'evento The City; la compagnia si sarebbe fatta carico dei costi restanti e i BTS avevano chiesto di non essere remunerati per la loro apparizione. Ha inoltre affermato di essere concentrata più sui risultati che sui costi, e dichiarato: "Capiamo che le spese generate dall'ospitare eventi non possano essere coperte da risorse governative e abbiamo sempre mantenuto un approccio cauto nel ricevere qualunque sostegno finanziario dal governo siccome proviene dai tributi pagati dalla gente".